# Птара
Птара (рос. Птара) — річка в Росії, у Бабинінському й Перемишльському районах Калузької області. Ліва притока Оки (басейн Волги).

## Опис
Довжина річки 27 км, найкоротша відстань між витоком і гирлом — 20,56 км, коефіцієнт звивистості річки — 1,32. Площа басейну водозбору 108 км².

## Розташування
Бере початок на південно-східній стороні від села Волково. Спочатку тече переважно на північний схід через Єгор'єво, Нікольське, Варваренкі, Сінятино і у Єршовці повертає на південний схід. Далі тече понад Ладигіно і на північній стороні від села Горкі впадає у річку Оку, праву притоку Волги.

## Цікаві факти
- Історична назва річки — Аптора[2] (Антора[3]).
- У XIX столітті на річці працювали 4 водяні млини.
- На лівому березі річки у селах Нікольське та Варваренкі розташовані церкви Різдва Присвятої Богородиці та Троїцька.